# Cloud9
Cloud9 IDE — це відкрите (з версії 3.0) онлайнове інтегроване середовище розробки. Підтримує сотні мов програмування, включно з PHP, Ruby, Perl, Python, JavaScript з Node.js та Go. Дозволяє розробникам швидко починати розробку зі створеними робочими середовищами, працювати разом і мати живе прев'ю проєкт, а також підтримку тестування в різноманітних браузерах.
Майже повністю програму написано мовою JavaScript з використанням Node.js для серверної частини. Використовується редактор Ace. На липень 2014-го редактор використовує контейнери Docker для своїх робочих просторів, а розміщується на Google Compute Engine.

## Особливості
- вбудований термінал з npm та базовими командами Unix;
- автозавершення коду для сніпетів та ідентифікаторів;
- аналізатор у реальному часі для JavaScript;
- рефакторинг імен функцій та змінних для JavaScript;
- автозакриття дужок та лапок;
- номери ліній з кодом, попередження та помилки;
- дебаґер;
- деревоподібна структура файлів;
- теми оформлення;
- налаштування гарячих клавіш, включно з налаштуваннями з Vim, Emacs та Sublime Text;
- вбудований редактор зображень;
- автоматичне форматування коду за допомогою JSBeautify та CSSLint;
- можливість перетягування файлів до проєкту;
- підтримка репозиторіїв:
  - GitHub
  - Bitbucket
  - Mercurial
  - Git
  - FTP-сервери
- підтримує деплоймент на:
  - Heroku
  - Joyent
  - Openshift
  - Windows Azure[5]
  - Google App Engine[6]
  - SFTP/FTP[7]
- підтримка публічних та приватних проєктів;
- підтримка плаґінів;
- підсвітка синтаксису для таких мов: C#, C/C++, Clojure, CoffeeScript, ColdFusion, CSS, Groovy, Java, Javascript, LaTeX, Lua, Markdown, OCaml, PHP, Perl, PowerShell, Python, Ruby, Scala, SCSS, SQL, Textile, X(HTML), XML

## Про компанію
Cloud9 IDE, Inc. є власником Cloud9 IDE. Компанія приватна, заснована 2010 року, офіси знаходяться в Сан-Франциско та Амстердамі. Cloud9 IDE отримала інвестиції розміром 5,5 млн $ від Accel Partners та Atlassian Software.

## Використання
Cloud9 — це природне середовище розробки для BeagleBone Black, одноплатного комп'ютера, який було розроблено як розширення для node.js під назвою Bonescript.